# Brushy
Brushy és una concentració de població designada pel cens dels Estats Units a l'estat d'Oklahoma. Segons el cens del 2000 tenia 787 habitants.

## Demografia
Segons el cens del 2000, Brushy tenia 787 habitants, 283 habitatges, i 232 famílies. La densitat de població era d'11,6 habitants per km².
Dels 283 habitatges en un 36,7% hi vivien nens de menys de 18 anys, en un 69,6% hi vivien parelles casades, en un 9,5% dones solteres, i en un 17,7% no eren unitats familiars. En el 15,5% dels habitatges hi vivien persones soles el 7,1% de les quals corresponia a persones de 65 anys o més que vivien soles. El nombre mitjà de persones vivint en cada habitatge era de 2,78 i el nombre mitjà de persones que vivien en cada família era de 3,1.
Per edats la població es repartia de la següent manera: un 26% tenia menys de 18 anys, un 8% entre 18 i 24, un 31,4% entre 25 i 44, un 24,8% de 45 a 60 i un 9,8% 65 anys o més.
L'edat mediana era de 36 anys. Per cada 100 dones de 18 o més anys hi havia 104,2 homes.
La renda mediana per habitatge era de 26.853 $ i la renda mediana per família de 31.563 $. Els homes tenien una renda mediana de 25.227 $ mentre que les dones 18.125 $. La renda per capita de la població era de 12.230 $. Entorn del 18,3% de les famílies i el 20,1% de la població estaven per davall del llindar de pobresa.

## Poblacions més properes
El següent diagrama mostra les poblacions més properes.